# La Poussière, la Sueur et la Poudre
Pour plus de détails, voir Fiche technique et Distribution.
La Poussière, la Sueur et la Poudre (The Culpepper Cattle Co.) est un anti-western américain réalisé par Dick Richards et sorti en 1972.

## Synopsis
Le protagoniste du film est un adolescent, Ben Mokridge, qui rejoint la société d'élevage d'un ancien bandit dans l'espoir de devenir un vrai cow-boy. Alors qu'il prend part à un grand rassemblement de bétail, il se rend rapidement compte que le travail d'un gardien de troupeau n'est pas très romantique, mais qu'il comporte beaucoup de travail et de danger.

## Fiche technique
- Titre français : La Poussière, la Sueur et la Poudre[1]
- Titre original américain : The Culpepper Cattle Co. ou Dust, Sweat and Gunpowder[2]
- Réalisation : Dick Richards
- Scénario : Dick Richards, Eric Bercovici, Gregory Prentiss
- Photographie : Lawrence Edward Williams, Ralph Woolsey
- Montage : John F. Burnett, Desmond Marquette
- Effets spéciaux : Cliff Wenger
- Musique : Jerry Goldsmith (musique composée initialement pour Une sacrée fripouille d'Irvin Kershner), Tom Scott
- Décors : Walter M. Scott
- Costumes : Theodore R. Parvin
- Maquillage : Del Armstrong
- Production : Paul Helmick, Jerry Bruckheimer
- Sociétés de production : 20th Century Fox
- Pays de production :  États-Unis
- Langue originale : anglais américain
- Format : Couleur - 1,85:1 - Son mono - 35 mm
- Genre : Anti-western
- Durée : 92 minutes
- Dates de sortie : 
  - États-Unis : 20 mars 1972 (USA Film Festival), 16 avril 1972 (New York)
  - France : 26 juillet 1972
- Affiche : René Ferracci (France)

## Distribution
- Gary Grimes (VF : Pierre Guillermo) : Ben Mockridge
- Billy Bush, dit « Green » (VF : Pierre Trabaud) : Frank Culpepper
- Luke Askew : Luke
- Bo Hopkins (VF : Gérard Dessalles) : Dixie Brick
- Geoffrey Lewis (VF : Claude Joseph) : Russ
- Raymond Guth (VF : Henri Labussière) : Cook
- Wayne Sutherlin : Missoula
- Matt Clark (VF : Marc de Georgi) : Pete
- Anthony James (VF : Bernard Tiphaine) : Nathaniel
- Charles Martin Smith : Tim Slater
- John McLiam (VF : Jean Violette) : Thornton Pierce
- Walter Scott (VF : Sylvain Joubert) : Print
- Larry Finley (VF : Georges Aubert) : M. Slater
- Jerry Gatlin (VF : Jean-Louis Maury) : Wallop
- Royal Dano (VF : Jean Berger) : le voleur de bétail
- Gregory Sierra (VF : Jacques Deschamps) : Rustler
- Dennis Fimple (VF : Daniel Gall) : un des complices du voleur de chevaux blessé
- William O'Connell (VF : Henry Djanik) : le serveur du bar en cheville avec les voleurs de chevaux
- Ted Gehring (VF : Serge Lhorca) : le serveur du 1er bar
- Arthur Malet (VF : Bernard Musson) : le médecin soignant Mockridge